# Helianthemum scopulicola
Helianthemum scopulicola är en solvändeväxtart som beskrevs av L. Skez, Y.A. Rossello och G. Alontar. Helianthemum scopulicola ingår i släktet solvändor, och familjen solvändeväxter. Inga underarter finns listade i Catalogue of Life.